# Aponychus taishanicus
Aponychus taishanicus är en spindeldjursart som beskrevs av Wang 1981. Aponychus taishanicus ingår i släktet Aponychus och familjen Tetranychidae. Inga underarter finns listade i Catalogue of Life.